# De Lierneux de Presles
De Lierneux de Presles is een familie die behoorde tot de Zuid-Nederlandse adel.

## Geschiedenis
In 1626 werd Herman de Lierneux, thesaurier van het prinsbisdom Luik door keizer Ferdinand II verheven in de adelstand. In de 18e eeuw voerden leden van het geslacht de titel van baron. 

## Théodore de Lierneux
Theodore Xavier de Lierneux de Presles (Presles, 1 september 1747 - 12 oktober 1822), was de kleinzoon van Jean-Baptiste de Lierneux de Presles, baron de Lierneux (1665-1730), en Marie-Catherine de Roly. Hij was de zoon van Gabriel-Amour (° 1708), genaamd baron de Lierneux, en van Marie de Ferretti, dochter van een graaf de Ferretti. In opvolging van zijn vader was hij onder het ancien régime heer van Presles, Rossily en Eversquoy. In de Franse tijd was hij lid van de algemene raad van het departement Jemappes, lid van het kiescollege en kantonvoorzitter.
In 1784 trouwde hij met gravin Isabelle d'Oultremont (1763-1792).
In 1816 werd hij erkend in de erfelijke adel met de titel baron, overdraagbaar bij mannelijke eerstgeboorte en met benoeming in de Ridderschap van Henegouwen.
Uit het huwelijk sproot een zoon, Adrien (1791-1819), en een dochter, jonkvrouw Marie Charlotte (1789-1850), die trouwde met haar neef graaf Emile d'Oultremont de Wegimont (1787-1851). Hij was lid van het Nationaal Congres en senator.
Het echtpaar d'Oultremont-de Lierneux had twee zoons en twee dochters. Hun dochter Emilie (1818-1878) trouwde met Victor van der Linden d'Hooghvorst (1813-1847), zoon van Emmanuel van der Linden d'Hooghvorst, die lid was van het Voorlopig Bewind in 1830. Nadat ze weduwe was geworden stichtte ze de kloostercongregatie van de Soeurs de Marie Réparatrice, die in 2010 in 23 landen actief was (vooral Spanje, Latijns-Amerika en Verenigde Staten). In 1997 werd ze door paus Johannes-Paulus II zalig verklaard.
Bij de dood van Théodore in 1822 doofde het geslacht Lierneux uit en bij de dood van Marie-Charlotte de naam.